# Echo Lali
Pour les articles homonymes, voir Lali.
Echo Lali est un groupe de musique français qui compose et interprète des chansons destinées aux enfants. Il est composé de David TMX et de sa compagne Aurélie
Le groupe est très actif et a effectué 180 dates en 2017.
Le nom du groupe est un jeu de mots sur "écholalie".

## Liste des albums
- Echo lali - 21/12/2004

- C'était l'homme - 11/06/2005

- La valise aux mille voyages - 23/07/2006

- Après la pluie vient le beau temps - 06/11/2007

- Les tribulations du Gernuflon - 26/09/2008

- Des rires et des fleurs - 23/08/2010

- Best of "pestacle" - 30/07/2011

- Chaviroti - 10/07/2013

- Vitamines - Août 2013

- Cache-cache - Août 2014

- The blague album - Juillet 2015

- Bestof 2 - juin 2016

- Kaskakorn - juin 2016

- Il y a un homme dans ma crèche - décembre 2016

- L'homme de croma-mignon - juin 2017

- Super Echo Wonder Lali - juin 2018

- Les Hippies Électriques - 2019

- Kaskakorn Chante Noël - décembre 2019

- Réveille le punk - 2020

- Découvertes - 2021

- La Pêche !!!! - 2021

- De mon petit nuage - juillet 2022